# شعيب الغانمي
شعيب الغانمي هو وادٍ صغير،  في شمال ناحية بصية بقضاء السلمان بمحافظة المثنى بالبادية العراقية جنوب العراق، ينبع في ناحية بصية ويجري فيها منحدراً من الجنوب الغربي إلى الشمال الشرقي، مساحته 268.2 كيلومتراً مربعاً وطوله 38 كيلومتراً ومعدل انحداره 2.89 كيلومتر بالساعة، أعلى موضع في حوضه عند المنبع مقداره 130 متراً وأدنى موضع عند نهايته مقداره 20 متراً فوق سطح البحر،. ومن السلمان طريق إلى يمرّ بالصبيحية فشُعيب الغانمي فأبي الركراك فالسدير إلى بصية.